# Verwaltungsgemeinschaft Freiberg am Neckar
Die Vereinbarte Verwaltungsgemeinschaft der Stadt Freiberg am Neckar mit der Gemeinde Pleidelsheim ist eine Verwaltungsgemeinschaft der Stadt Freiberg am Neckar und der Gemeinde Pleidelsheim im Landkreis Ludwigsburg, Baden-Württemberg.

## Geschichte
Die Vereinbarte Verwaltungsgemeinschaft wurde am 4. April 1974 zwischen der Stadt Freiberg am Neckar (erfüllende Gemeinde) und der Gemeinde Pleidelsheim gegründet und dient der gemeinsamen Wahrnehmung bestimmter kommunaler Aufgaben. Sie basiert auf den Bestimmungen des Gemeindereformgesetzes und ermöglicht es den beiden Kommunen, bestimmte Verwaltungsaufgaben gemeinsam zu erledigen, um Effizienz und Ressourcen zu optimieren.

## Aufgaben
Zu den Aufgaben der Vereinbarten Verwaltungsgemeinschaft gehören unter anderem:
- Gemeinsame Bauleitplanung
- Flächennutzungsplanung
- Aufgaben des Melde-, Gewerbe- und Standesamtswesens
- Träger der Straßenbaulast für die Gemeindeverbindungsstraßen
- Verbesserung und Unterhaltung der Verkehrsverbindung zwischen Freiberg am Neckar und Pleidelsheim

## Mitglieder
Die Vereinbarte Verwaltungsgemeinschaft umfasst die folgenden Kommunen:
- Freiberg am Neckar
- Pleidelsheim

## Einwohnerzahlen
- Freiberg am Neckar: 15.535 Einwohner (31. Dezember 2023)[2]

- Pleidelsheim: 6.133 Einwohner (31. Dezember 2023)[3]